# Erysiphe betae
Oïdium de la betterave
Espèce
Erysiphe betae, l’Oïdium de la betterave, est une espèce de champignons pathogènes de la famille des Erysiphaceae. Il s'agit d'une forme d'oïdium qui peut affecter les cultures de betterave sucrière, ce qui peut entraîner une perte de rendement allant jusqu'à 30 %. Le champignon est présent dans le monde entier, dans les régions où la betterave sucrière est cultivée, et il infecte également d'autres cultures comestibles, par exemple la betterave potagère.

## Identification
Ce pathogène est un parasite obligatoire strict, et ne peut donc être identifié que lorsqu'il est « in planta ». Souvent, pour identifier correctement ce pathogène, une forme d'analyse microscopique est nécessaire lorsqu'il n'est présent que sur un seul type de plante. Cela peut se faire par l'isolement et l'observation des cléistothèces, qui sont le produit de la reproduction sexuelle,.

## Symptômes de la maladie
- Les symptômes apparaissent sous forme de taches farineuses circulaires d'un blanc sale sur les deux faces des feuilles.
- Dans des conditions environnementales favorables, les feuilles entières, les tiges, les parties florales et les gousses sont affectées.
- La feuille entière peut être recouverte d'une masse poudreuse.
- En cas de persistance, une légère chlorose ou nécrose peut également se produire[3].

## Survie et dissémination
Le pathogène survit pendant l'hiver grâce aux cleistothèces qui sont présents dans les débris de culture dans les champs et qui contiennent des ascospores (spores sexuelles). L'infection se produit lorsque les ascospores ou les conidies sont capables de germer et de pénétrer dans la feuille de la plante. Après l'infection, l'agent pathogène, qui se développe sous forme d'hyphes à l'intérieur de la feuille, commence à produire des conidies sur de courts conidiophores. Les ascospores et les conidies peuvent toutes deux être à l'origine d'un inoculum primaire ou d'une « première infection ». La production de chaque type de spore est déterminée par les conditions météorologiques et la période de l'année. Les conidies peuvent parcourir de longues distances dans l'air.

## Conditions favorables
Le développement de la maladie est favorisé par des températures élevées (15-28 °C) couplées à une faible humidité (<60 %), et des précipitations.

## Description
Ce champignon, comme tous les oïdiums, a une apparence poudreuse blanche. Il apparaît sur les feuilles en été. L'infection commence normalement sur les feuilles plus âgées, typiquement près de la jonction entre le limbe et le pétiole, et se développe à la fois sur les surfaces abaxiales et adaxiales.

## Pathogénicité
Ce pathogène diminue le rendement des cultures en réduisant la lumière disponible pour la photosynthèse dans les feuilles des plantes. Il provoque également des déformations des feuilles et des pousses. Cela affecte le rendement et la qualité des cultures de semences ainsi que l'apparence visuelle et la qualité des cultures de feuilles. Dans le cas de Erysiphe betae, l'entrée dans la cellule implique à la fois une pénétration mécanique et une dégradation enzymatique de la cuticule et de la paroi cellulaire.

## Défenses du végétal
Le champignon peut produire des enzymes dégradant les parois cellulaires, notamment des pectines lyases et des polygalacturonases. Les plantes peuvent contenir un ensemble d'inhibiteurs spécialisés qui contrecarrent les effets de ces enzymes.

## Méthodes de lutte
Dans le cas de la lutte contre Erysiphe betae, on ne sait pas grand chose sur la manière d'éradiquer totalement cette maladie une fois qu'elle s'est développée sur la culture. Il faut donc supposer que la meilleure méthode de lutte est la prévention. Celle-ci peut être réalisée à l'aide de fongicides. Certains gènes ont été identifiés chez les espèces sauvages.

## Liste des variétés
Selon MycoBank (16 décembre 2024) :
- Erysiphe betae var. betae

## Systématique
Le nom correct complet (avec auteur) de ce taxon est Erysiphe betae (Vaňha (d)) Weltzien (d), 1963.
L'espèce a été initialement classée dans le genre Microsphaera sous le basionyme Microsphaera betae Vaňha, 1903.
Ce taxon porte en français le nom vernaculaire ou normalisé suivant : oïdium de la betterave.
Erysiphe betae a pour synonymes :
- Erysiphe betae var. spinaciarum Y.S. Paul & V.K. Thakur, 2006
- Erysiphe communis f. betae Jacz., 1927
- Microsphaera betae Vaňha, 1903
- Oidium cylindricum Sawada, 1959
- Oidium erysiphoides f. chenopodii J.M. Yen, 1967